# Фейр-Плей (Південна Кароліна)
Фейр-Плей (англ. Fair Play) — переписна місцевість (CDP) в США, в округах Оконі і Андерсон штату Південна Кароліна. Населення — 704 особи (2020).

## Географія
Фейр-Плей розташований за координатами 34°30′21″ пн. ш. 82°59′10″ зх. д. / 34.50583° пн. ш. 82.98611° зх. д. (34.505949, -82.986100).  За даними Бюро перепису населення США в 2010 році переписна місцевість мала площу 17,51 км², з яких 17,45 км² — суходіл та 0,06 км² — водойми.

## Демографія
Згідно з переписом 2010 року, у переписній місцевості мешкало 687 осіб у 287 домогосподарствах у складі 221 родини. Густота населення становила 39 осіб/км².  Було 458 помешкань (26/км²).
Расовий склад населення:
| - 95,1 % — білих - 0,9 % — азіатів - 0,4 % — корінних американців - 0,4 % — чорних або афроамериканців - 1,3 % — осіб інших рас |

До двох чи більше рас належало 1,9 %. Частка іспаномовних становила 2,2 % від усіх жителів.
За віковим діапазоном населення розподілялося таким чином: 20,5 % — особи молодші 18 років, 59,8 % — особи у віці 18—64 років, 19,7 % — особи у віці 65 років та старші. Медіана віку мешканця становила 46,6 року. На 100 осіб жіночої статі у переписній місцевості припадало 106,9 чоловіків;  на 100 жінок у віці від 18 років та старших — 105,3 чоловіків також старших 18 років.
Середній дохід на одне домашнє господарство  становив 85 656 доларів США (медіана — 72 750), а середній дохід на одну сім'ю — 100 479 доларів (медіана — 75 000). За межею бідності перебувало 1,9 % осіб, у тому числі 0,0 % дітей у віці до 18 років та 9,1 % осіб у віці 65 років та старших.
Цивільне працевлаштоване населення становило 332 особи. Основні галузі зайнятості: виробництво — 22,0 %, будівництво — 16,9 %, транспорт — 14,8 %.